# Hamilton Bohannon
Pour les articles homonymes, voir Bohannon.
Hamilton Frederick Bohannon (né le 7 mars 1942 à Newnan (Géorgie, États-Unis) et mort le  24 avril 2020 à Atlanta), connu aussi sous le nom de Bohannon, est un musicien américain.
Il est notamment connu pour le titre Let’s Start The Dance.